# Svarthuvad lejontamarin
Svarthuvad lejontamarin (Leontopithecus caissara) är en sällsynt primat i familjen kloapor (Callitrichidae) som förekommer i sydöstra Brasilien.

## Utseende
Pälsen har på bålen en gulbrun till gyllen färg, manen kring ansiktet, alla fötter och svansen är svarta. Det mörka ansiktet saknar hår. Liksom andra kloapor har djuret klor vid alla tår med undantag av stortån som har en nagel. Kroppslängden ligger mellan 20 och 34 cm och därtill kommer en 31 till 40 cm lång svans. Vikten varierar mellan 540 och 710 gram.

## Utbredning och habitat
Arten har ett begränsat utbredningsområde i de brasilianska delstaterna São Paulo och Paraná. Den upptäcktes först på ön Superagui och senare även på fastlandet. Habitatet utgörs av regnskogar i låglandet.

## Ekologi
Individerna är vanligen aktiva på dagen och vilar på natten i trädens håligheter. De bildar grupper med vanligen 2 till 7 medlemmar. Flocken har oftast ett 40 till 100 hektar stort revir, i vissa områden kan territoriet vara 320 hektar stort. Födan utgörs av frukter, blommor, naturgummi, frön och andra växtdelar samt av insekter, ödlor och fågelungar.
Med några undantag får bara den dominanta honan i flocken ungar. Vanligen föds tvillingar mellan september och mars. Liksom hos andra lejontamariner bär andra gruppmedlemmar ungdjuret efter några dagar.

## Hot och skyddsåtgärder
Svarthuvad lejontamarin lever i ett mycket begränsat område och är därför känslig för förändringar. Hotet utgörs av skogsavverkningar, i viss mån jakt och annan mänsklig aktivitet i regionen. Arten är skyddad enligt Brasiliens och delstaternas lag. Den listas av CITES i appendix I. För primatens bevarande inrättades Superagui nationalpark. IUCN uppskattar beståndet med endast 400 individer och listar arten som starkt hotad (EN).